# Birsk
Birsk (ros. Бирск) – miasto w Republice Baszkirii, w Rosji, ośrodek administracyjny rejonu birskiego. Miejscowość założono w 1663, prawa miejskie nadano w 1781.

## Demografia
- 2005 – 43 099
- 2008 – 41 913
- 2020 – 46 512[1]